# Ștefănești (Florești)
Ștefănești è un comune della Moldavia situato nel distretto di Florești di 2.482 abitanti al censimento del 2004

## Località
Il comune è formato dall'insieme delle seguenti località (popolazione 2004):
- Ștefănești (2.224 abitanti)
- Prodăneștii Vechi (258 abitanti)